# Улукулево
Улукулево (баш. Олокүл) — деревня в Кармаскалинском районе Башкортостана, административный центр Карламанского сельсовета.

## Географическое положение
Рядом находится ж.-д. станция Карламан.
Расстояние до:
- районного центра (Кармаскалы): 12 км,
- ближайшей ж/д станции (Карламан): 0 км.

## История

Сельская мечеть

На вотчинной земле бишаул-табынцев находится самостоятельная деревня Улукулево, национально разнообразная по населению, расположенная у одноименного озера. Первыми поселенцами её были мишари и служилые татары, припущенные вотчинниками по договорным записям 1752 и 1760 гг. 
В 1870 г. в деревне в 81 доме проживало 288 мужчин и 281 женщина. Было 3 бакалейные лавки, хлебозапасный магазин, 2 мечети и приходская школа.
В 1895 г. в деревне было 369 мужчин и 371 женщина при 143 дворах было 1114 человек (в том числе 524 мужчины и 590 женщин) и 214 домов показала перепись 1920 г.
В 2006 — 4537 человек (47,7 % муж. / 52,3 % жен.)

## Население
| 2002 | 2009  | 2010  | 2021  |
| ---- | ----- | ----- | ----- |
| 4537 | ↗4713 | ↘4546 | ↘4133 |

Национальный состав
Согласно переписи 2002 года, преобладающая национальность — татары (43 %), башкиры (31 %).
Согласно переписи 2020 года, преобладающая национальность — башкиры (45 %), татары (31,7 %), русские (20,3 %).

## Религия
В селе есть мечеть и православный храм Святого Луки Крымского.

## Известные уроженцы
- Кунакбаев, Сабирзян Абдуллович (29 декабря 1901 — 3 июля 1996) — учёный-селекционер, Герой Социалистического Труда.
- Самихов, Хамит Исмагилович (1927—11 марта 2008) — татарский писатель.
- Хамитов, Назип Шангереевич (1898—1943) — советский военный деятель, генерал-майор (1943).